# Ödesdovra
Ödesdovra är ett naturreservat i Askersunds kommun i Örebro län.
Området är naturskyddat sedan 2016 och är 35 hektar stort. Reservatet omfattar två delområden och består av gammal grandominerad barrblandskog med inslag av äldre betesmark.